# アキダス
アキダスは、新垣優と安島正樹からなる日本のシンガーソングライター音楽ユニットである。Hey! Say! JUMP内ユニットHey! Say! 7への楽曲提供、R-Y'sという別名義でJUJU、ラストアイドルへ楽曲提供も行っている。

## メンバー
- 新垣 優（あらかき ゆう、1985年9月15日 - ）沖縄県那覇市出身。シンガーソングライター
- 安島 正樹（やすじま まさき、1985年7月10日 - ）沖縄県那覇市出身。シンガーソングライター・音響効果・MAミキサー。

## 略歴
2006年
- 12月22日 JVCエンタテインメントより1stシングル『声』発売。本格的な活動をスタート。

2007年
- 7月29日 TBSテレビ中間発表!第40回日本有線大賞上半期リクエストランキング新人部門　第5位『声』[1]。

2008年
- 7月23日 ソニー・ミュージックオムニバス・アルバム『Okinawan Life-sized Music 亜熱帯ショーケース』に参加(「声」収録)
- 9月6日 @コザ・ミュージックタウン音市場〜1st ミニアルバム『イロトリドリー』先行発売ワンマンLIVE〜
- 9月24日 JVCエンタテインメントより1stミニアルバム『イロトリドリー』発売。

2010年
- 3月26日 夏川りみのオープニングアクトとして第2回沖縄国際映画祭出演[2][3]@宜野湾海浜公園特設ビーチステージ

2012年
- 7月3日 1stフルアルバム「ふたりブレンド」発売。

2013年
- 8月12日 第45回 全国保育団体合同研究集会@横浜アリーナ劇中音楽担当、楽曲書き下ろし[4]
- 8月31日 NHK沖縄『届け!沖縄の風LIVE真夏のオールスターズ』公開収録出演@宜野湾市民会館[5]
- 日本テレビドラマ「35歳の高校生」ギター&ボーカル指導担当:安島正樹
- 12月1日 ニッポン放送主催@東京日本橋三井ホールワンマンLIVE

2014年
- NHK歌謡祭野口五郎のバックコーラス担当@NHKホール[6]
- 2月5日 Hey! Say! JUMP12thシングル「AinoArika/愛すればもっとハッピーライフ」通常盤収録・Hey! Say! 7「Oh!My!Jelly〜僕らはOK〜」作曲 〜ブルボン「ゼリーシリーズ」CMソング〜[7]
- 9月10日 伊藤かな恵11thシングルマイザーズドリーム収録（ランティス）「アンバランス」作詞・作曲

2015年
- 11月25日 伊藤かな恵3rdアルバム 『カサナルケシキ』収録（ランティス）「うまれたしるし」作曲

2016年
- 10月1日-2日 77団体、キャラ数100体以上のご当地ヒーロー日本全国から一同に集まるイベント「日本ローカルヒーロー祭り2016」 テーマ曲「Dreamer」作詞・作曲

2017年
- 井上鑑・嵯峨治彦共同プロデュース。嵯峨治彦feat.鑑組アルバム「NOMADICVACATION」[8][9]ギター参加:安島 正樹
- 7月17日 タテアニメ新江ノ島水族館公式キャラクター「えのしまんず」[10]ギター参加:安島 正樹

2018年
- 1月24日 映画『祈りの幕が下りる時』主題歌JUJU36枚目のシングル「東京」 作詞・作曲（作詞はR-Y's・トモ子 共作）
- 2月21日 「東京」収録JUJU7thオリジナル・アルバム「Ｉ」発売[11]

2019年
- 4月17日 ラストアイドル6thシングル「大人サバイバー」[初回限定盤 Type C]収録「青春0対0」作曲（R-Y's名義）[12]

2020年
- 3月25日 春夏秋冬 メジャー・デビューシングル「スタートライン～春空～」収録「春夏秋冬のテーマ」作曲（R-Y's名義）

2021年
- 舞台俳優である小笠原健･吉岡佑･磯貝龍乎･反橋宗一郎からなるユニット"メンズヘラクレス"アルバム収録「こっち向いてほい」作詞作曲(共作)

2022年
- 沖縄復帰50周年記念作品「オキナワンヒーローズ」劇伴音楽
- 福山雅治『WE’RE BROS. TOUR 2022 “光”-HIKARI-』ツアーOP曲コーラス録音参加(安島正樹)
- 武田双雲シングル「それは愛で満たされてゆく」作詞作曲(共作)
- ハレノヒ楽団　メインボーカルとして加入(新垣優)

2023年
- 武田双雲2ndシングル「優しい朝」作詞作曲(共作)
- TBSドラマ「Maybe 恋が聴こえる」ギター指導(安島正樹)

2024年
- 東海テレビ/フジテレビドラマ「おっさんのパンツがなんだっていいじゃないか!」 ボーカル指導(安島正樹)
- フジテレビ「最寄りのユートピア」楽器指導(安島正樹)
- テレビ朝日「素晴らしき哉、先生！」ギター指導(安島正樹)